# 村上町
村上町（むらかみまち）は、かつて新潟県岩船郡に存在した町。

## 沿革
- 1889年（明治22年）4月1日 - 町村制施行に伴い、岩船郡村上の19町（旧村上城下町人町）が町制施行し、村上町が成立。
- 1946年（昭和21年）6月1日 - 岩船郡村上本町と合併し、村上町を新設。
- 1954年（昭和29年）3月31日 - 岩船郡岩船町、瀬波町、山辺里村、上海府村と合併し、市制施行して村上市となり消滅。